# Jean-Philippe Vandenbrande
Jean-Philippe Vandenbrande (* 4. Dezember 1955 in Dworp, Belgien) ist ein ehemaliger belgischer Radrennfahrer.

## Karriere
Jean-Philippe Vandenbrande erwirkte die ersten Ergebnisse mi dem zweiten Platz beim Straßenrennen der Débutants Hommes 1972 und 1973 im Cyclocross mit dem dritten Platz bei den Belgischen Meisterschaften der Junioren. 1974 wurde er Zweiter bei den Militär-Weltmeisterschaften im Cyclocross. In den folgenden Jahren erreichte er einige Siege sowie einen vierten Platz beim Giro delle Regioni. Ab 1978 fuhr Vandenbrande als Profi beim Team Safir. Im ersten Jahr gewann er eine Etappe bei der Vuelta a España und zusätzlich Platz 3 beim Halse Pijl und Platz 7 beim Herinneringsprijs Dokter Tistaert – Prijs Groot-Zottegem. 1979 erzielte er keine nennenswerte Ergebnisse. 1980 erwirkte er einen zweiten Platz bei der Meisterschaft von Zürich, dritte Plätze bei Paris–Brüssel und beim Grand Prix de Plumelec sowie Platz 5 beim Rund um den Henninger Turm und Platz 10 beim Amstel Gold Race. 1981 nahm Vandenbrande erstmalig am Giro d’Italia teil, welcher er auf Platz 46 abschloss. Weitere Platzierungen waren Platz 6 bei Rund um den Henninger Turm, Platz 8 beim Grand Prix de Fourmies und Platz 9 beim Omloop van het Leiedal. 1982 wechselte er zum Team Splendor und erreichte hier Platz 6 beim Grand Prix de Wallonie und Platz 10 beim Grote Prijs Jef Scherens. 1983 erreichte er mit Platz 3 beim Grand Prix d’Isbergues nur ein Top-Ten-Ergebnis in der Saison. Im Folgejahr erzielte Vandenbrande vierte Plätze bei der Flandern-Rundfahrt und beim Pfeil von Brabant, sechste Plätze beim Grand Prix de Wallonie und bei der Druivenkoers-Overijse, Platz 9 bei Paris-Brüssel und elfte Plätze bei Paris–Tours, beim Grote Prijs Jef Scheren, beim Grand Prix Eddy Merckx und bei Rund um den Henninger Turm. 1985 erarbeitete er sich Platz 2 bei Paris-Brüssel und jeweils zweite Plätze bei Omloop He Volk und der Druivenkoers. 1986 erreichte er Platz 3 bei der Flandern-Rundfahrt, fünfte Plätze bei der Meisterschaft von Zürich und Grand Prix de Denain, Platz 6 bei Rund um den Henninger Turm, Platz 7 bei Lüttich-Bastogne-Lüttich, Platz 8 bei der Trofeo Baracchi und Platz 10 bei Mailand–Sanremo. 1987 erarbeitete er sich Platz 4 bei Paris-Roubaix und der Meisterschaft von Zürich sowie Platz 7 beim Pfeil von Brabant. 1988 kamen der zweite Platz bei Pfeil von Brabant, dritte Plätze bei der Belgischen Meisterschaft im Straßenrennen und der Tour du Nord-Quest, fünfte Plätze bei Rund um den Henninger Turm und beim Grand Prix Midi Libre sowie Platz 7 bei Druivenkoers hinzu. Neben dem Sieg bei Grand Prix de la Libération 1989 erwirkte er noch Platz 6 bei der Tour du Haut Var. 1990 gewann Vandenbrande noch eine Etappe bei der Kantabrien-Rundfahrt und erreichte noch Platz 8 beim Pfeil von Brabant. Nach Ende der Saison 1990 beendete Vandenbrande sein Profikarriere.
Vandenbrande eröffnete 1995 ein Fahrradgeschäft in Dworp und betrieb dieses bis Ende 2018.

## Erfolge
1978
- eine Etappe Vuelta a España

1979
- Halse Pijl

1981
- eine Etappe Deutschland-Rundfahrt

1984
- eine Etappe Vuelta a Colombia

1989
- Grand Prix de la Libération mit (Kim Eriksen, Eddy Schurer, Jesper Skibby, Martin Schalkers, Peter Pieters, Johan Capiot und Jacques Hanegraaf)

1990
- eine Etappe Kantabrien-Rundfahrt